# Böjd geometri

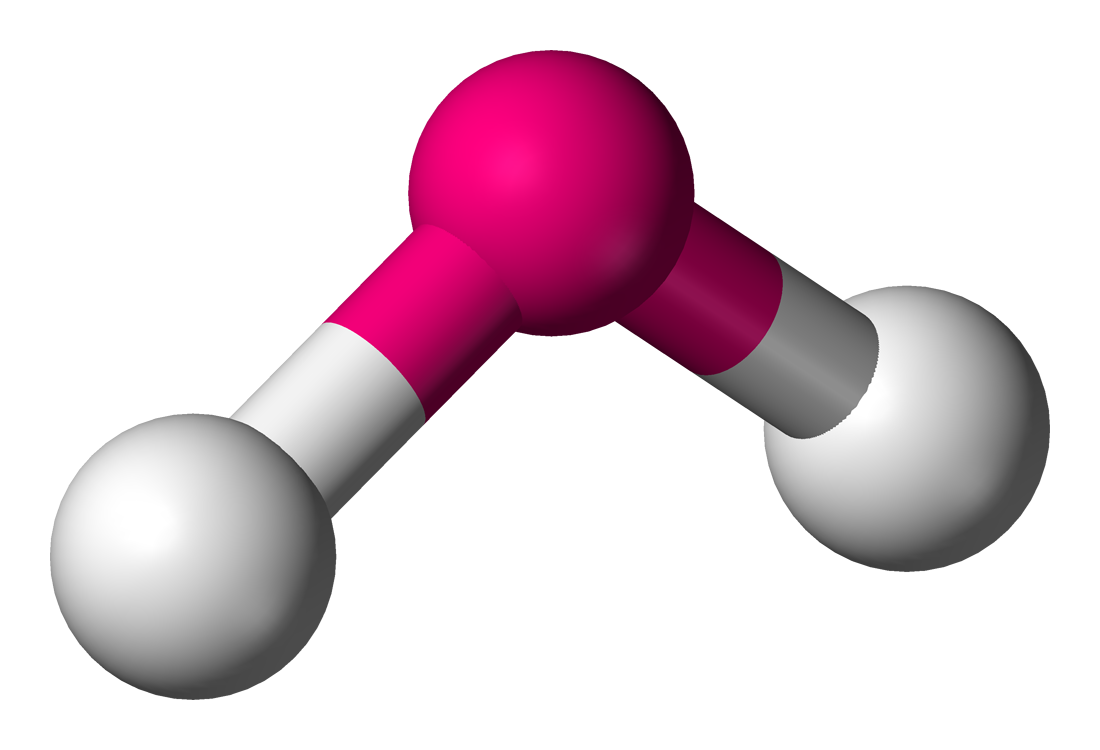
En generaliserad struktur med centralatomen i rosa.

Böjd geometri är en molekylär geometri, varav det finns två slag
med koordinationstalen 3 respektive 4. En böjd molekyl kan skrivas som AX2E samt AX2E2, där A betecknar centralatomen, X betecknar substituenter och E betecknar fria elektronpar. 
I idealfallet, när samtliga X och E upptar lika stor plats i rymden, är bindningsvinkeln för AX2E 120° och för AX2E2 cos-1(-1/3) ≈ 109,5°. Dipolmomentet är i bägge fallen skilt från 0, d.v.s. det är i bägge fallen fråga om polära molekyler.
Exempel böjda molekyler av AX2E-typ är: svaveldioxid SO2 och ozon O3.
Exempel böjda molekyler av AX2E2-typ är: vatten H2O, svaveldifluorid SF2.